# Nalini Singh

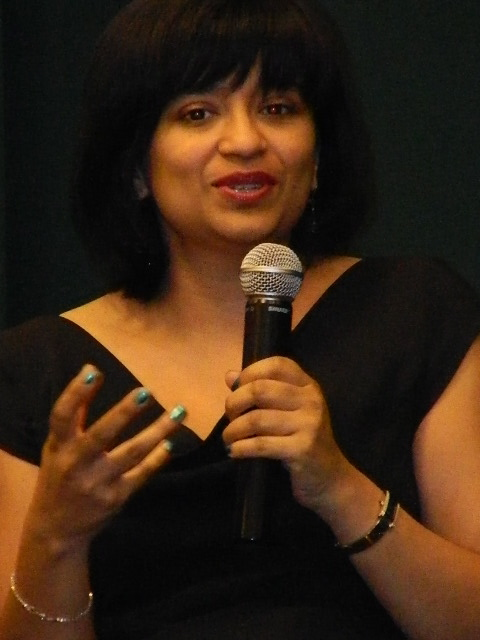
Nalini Singh (2013)

Nalini Singh (* 1977 im Inselstaat Fidschi) ist eine fidschianische Autorin. Sie schreibt bevorzugt romantische Fantasy-Geschichten.

## Leben
Nalini Singh wurde auf den Fidschi-Inseln geboren, wuchs jedoch in Neuseeland auf. Nach drei Jahren in Japan lebt sie wieder dort. Nach verschiedenen Tätigkeiten, unter anderem als Rechtsanwältin, Bankkauffrau und Englischlehrerin, hat sie 2003 eine Karriere als Autorin von Liebesromanen begonnen.
2002 wurde ihr erstes Buch Desert Warrior von Silhouette Desire veröffentlicht.
Nalini Singh ist Mitglied der Romance Writers of New Zealand.

## Auszeichnungen
- 2012 LovelyBooks Leserpreis in der Kategorie Fantasie/Science Fiction für Lockruf des Verlangens

## Werke

### Gestaltwandler-Serie
- 2007: Beat of Temptation; In: An Enchanted Season; deutsch als: Verführung – Magische Verführung, Oktober 2011, ISBN 978-3-8025-8609-5
- 2010: Whisper of Sin; In: Burning up; deutsch als: Dunkle Verlockung, Oktober 2012, ISBN 978-3-8025-8881-5
- 2006: Slave to Sensation; deutsch als: Leopardenblut. 2008, ISBN 978-3-8025-8152-6
- 2006: The Cannibal Princess (Online Kurzgeschichte)
- 2007: Visions of Heat; deutsch als: Jäger der Nacht. 2008, ISBN 978-3-8025-8162-5
- 2007: Caressed by Ice; deutsch als: Eisige Umarmung März 2009, ISBN 978-3-8025-8199-1
- 2008: Stroke of Enticement; In: The Magical Christmas Cat; deutsch als: Verlockung – Magische Verführung, Oktober 2011, ISBN 978-3-8025-8609-5
- 2008: Mine to Possess; deutsch als: Im Feuer der Nacht. 2009, ISBN 978-3-8025-8226-4
- 2008: Hostage to Pleasure; deutsch als: Gefangener der Sinne. März 2010, ISBN 978-3-8025-8272-1
- 2009: Branded by Fire; deutsch als: Sengende Nähe Oktober 2010, ISBN 978-3-8025-8273-8
- 2009: Blaze of Memory; deutsch als: Ruf der Vergangenheit März 2011, ISBN 978-3-8025-8402-2
- 2010: Bonds of Justice; deutsch als: Fesseln der Erinnerung September 2011, ISBN 978-3-8025-8403-9
- 2010: Play of Passion; deutsch als: Wilde Glut März 2012, ISBN 978-3-8025-8607-1
- 2011: Kiss of Snow; deutsch als: Lockruf des Verlangens September 2012, ISBN 978-3-8025-8608-8
- 2013: "Texture of Intimacy"; deutsch als: Im Netz der Sinnlichkeit In: Wild Invitation; März 2013, ISBN 978-0-425-25513-1
- 2012: Tangle of need; deutsch als: Einsame Spur Februar 2013, ISBN 978-3-8025-8886-0
- 2013: Heart of Obsidian; deutsch als: Geheimnisvolle Berührung; 4. Juni 2013, ISBN 978-0-425-26399-0
- 2014: Shield of Winter; deutsch als: Pfade im Nebel; 4. September 2014, ISBN 978-3-8025-8907-2
- 2015: Shards of Hope; deutsch als: Scherben der Hoffnung; 3. September 2015, ISBN 978-3-8025-9708-4
- 2016: Allegiance of Honor; deutsch als: Der letzte Schwur; 9. Dezember 2016, ISBN 978-3-7363-0297-6

### Age-of-Trinity-Serie (Fortsetzung der Gestaltwandler-Serie)
- 2017: Silver Silence; deutsch als: Silbernes Schweigen; 26. Januar 2018, ISBN 9783736303904
- 2018: Ocean Light; deutsch als: Das Licht des Ozeans; 31. Januar 2019, ISBN 9783736303911
- 2019: Wolf Rain; deutsch als: Schatten der Erinnerung; 27. November 2019, ISBN 9783736311145
- 2020: Alpha Night; deutsch als: Der Ruf der Nacht; 29. Januar 2021, ISBN 978-3736314269
- 2021: Last Guard; deutsch als: Die Stunde der Wächter, 23. Dezember 2021, ISBN 978-3736316898
- 2022: Storm Echo; deutsch als: Echo des Sturms, 2022, ISBN 978-3-7363-1885-4
- 2023: Resonance Surge; deutsch als: Widerhall der Stille, 2024, ISBN 978-3-7363-2067-3
- 2024: Primal Mirror; deutsch als: Spiegelnder Abgrund, 2025, ISBN 978-3-7363-2444-2

### Die Gilde der Jäger
- 2009: Angel's Judgement (In. Must Love Hellhounds, deutscher Titel: Engelsfluch – Höllische Versuchung, 2012) ISBN 978-3-8025-8501-2
- 2009: Angels' Blood (deutscher Titel: Engelskuss – Gilde der Jäger 1, Feb. 2010), ISBN 978-3-8025-8274-5
- 2010: Archangel's Kiss (deutscher Titel: Engelszorn – Gilde der Jäger 2, Jul. 2010), ISBN 978-3-8025-8275-2
- 2011: Archangel's Consort (deutscher Titel: Engelsblut – Gilde der Jäger 3, Nov. 2011), ISBN 978-3-8025-8595-1
- 2011: Archangel's Blade (deutscher Titel: Engelskrieger – Gilde der Jäger 4, Mai 2012), ISBN 978-3-8025-8596-8
- 2011: Angel´s Wolf (In. Angels of Darkness Okt. 2011, Angels' Flight, Feb. 2012) Dunkle Verlockung, Okt. 2012, ISBN 978-3-8025-8881-5
- 2012: Angel's Dance (In. Angels' Flight), ISBN 978-0-425-24681-8
- 2012: Angels' Pawn (In. Angel's Flight, deutscher Titel: Engelspfand – Magische Verführung, Oktober 2011), ISBN 978-3-8025-8609-5
- 2012: Archangel's Storm (deutscher Titel: Engelsdunkel – Gilde der Jäger 5, Apr. 2013), ISBN 978-0-425-24658-0
- 2013: Archangel's Legion (deutscher Titel: Engelslied – Gilde der Jäger 6, 6. März 2014), ISBN 978-0-425-25124-9
- 2014: Archangel’s Shadows (deutscher Titel: Engelsseele – Gilde der Jäger 7, 5. März 2015, ISBN 978-3-8025-9552-3), ISBN 978-0-425-25117-1
- 2015: Archangel’s Enigma (deutscher Titel: Engelsmacht – Gilde der Jäger 8, 7. April 2016, ISBN 978-3-8025-9640-7), September 2015, ISBN 978-0-425-25126-3
- 2016: Archangel's Heart (deutscher Titel: Engelsherz – Gilde der Jäger 9, 26. Mai 2017, ISBN 978-3-7363-0393-5), November 2016, ISBN 978-0-4514-8800-8
- 2017: Archangel's Viper ISBN 978-0-4514-8824-4 (deutscher Titel: Engelsgift – Gilde der Jäger 10, 27. April 2018, ISBN 978-3-7363-0395-9)
- 2018: Archangel’s Prophecy ISBN 978-0451491640 (deutscher Titel: Engelsfall – Gilde der Jäger 11, 29. April 2019, ISBN 978-3-7363-0970-8)
- 2019: Archangel’s War ISBN 978-0451491664 (deutscher Titel: Engelskrieg – Gilde der Jäger 12, 29. Mai 2020, ISBN 9783736312753)
- 2020: Archangel’s Sun ISBN 978-0-593-19812-4 (deutscher Titel: Engelssonne – Gilde der Jäger 13, 28. Mai 2021, ISBN 978-3-736-31536-5)
- 2021: Archangel’s Light ISBN 978-0-593-19814-8 (deutscher Titel: Engelsleuchten – Gilde der Jäger 14, 27. Mai 2022, ISBN 978-3-736-31742-0)

### Kurzgeschichten aus Gestaltwandler-Saga und Gilde der Jäger
- 2011: Magische Verführung ISBN 9783802586095 (enthält die Kurzgeschichten: Engelspfad, Verführung, Verlockung, Geschenk der Sterne)
- 2012: Dunkle Verlockung ISBN 9783802588815 (enthält die Kurzgeschichten: Hauch der Versuchung, Engelsbann, Engelstanz)
- 2013: Geheime Versuchung ISBN 9783802592584 (enthält die Kurzgeschichten: Engelsfluch, Im Netz der Sinnlichkeit, Pakt der Sehnsucht)
- 2017: Wilde Umarmung ISBN 9783736304598 (enthält die Kurzgeschichten: Echo der Stille, Dorian, Tanz der Gefährten, Flirt mit dem Schicksal)

### Sonstige
- 2003: Desert Warrior (deutscher Titel: Im Bann der Sinne, Dezember 2010), ISBN 978-3-89941-809-5
- 2004: Awaken to Pleasure (deutscher Titel: Nacht voller Sinnlichkeit, Juli 2012), ISBN 978-3-86278-336-6
- 2005: Awaken the Senses (deutscher Titel: Im Bann der Sinne, Dezember 2010), ISBN 978-3-89941-809-5
- 2005: Craving Beauty (deutscher Titel: Nacht voller Sinnlichkeit, Juli 2012), ISBN 978-3-86278-336-6
- 2007: Secrets in the Marriage Bed (deutscher Titel: Im Bann der Sinne, Dezember 2010), ISBN 978-3-89941-809-5
- 2007: Bound by Marriage (deutscher Titel: Nacht voller Sinnlichkeit, Juli 2012), ISBN 978-3-86278-336-6